# Harald Maier
Harald Maier (Schladming, Estíria, 17 de novembre de 1960) és un ciclista austríac, que fou professional des del 1982 fins al 1994. En el seu palmarès destaca la victòria al Giro del Trentino del 1985

## Palmarès
- 1981
  - Vencedor d'una etapa a la Volta a Àustria
- 1985
  - 1r al Giro del Trentino i vencedor d'una etapa
- 1986
  - 1r al Gran Premi de la Indústria i el Comerç de Prato
- 1990
  - Vencedor d'una etapa a la Volta a Àustria
  - 1r al Straßenengler Radsporttag
- 1991
  - Vencedor d'una etapa a la Vuelta a los Valles Mineros
- 1992
  - Vencedor d'una etapa a la Volta al País Basc

### Resultats al Tour de França
- 1982. 78è de la classificació general
- 1984. Abandona (11a etapa)
- 1992. 50è de la classificació general

### Resultats al Giro d'Itàlia
- 1983. 30è de la classificació general

### Resultats a la Volta a Espanya
- 1982. 59è de la classificació general
- 1992. 42è de la classificació general